# 어분

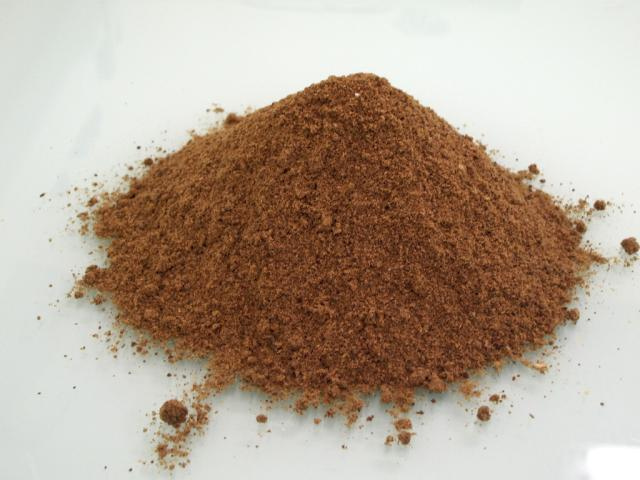
어분

어분(魚粉) 또는 생선가루는 농장 동물 (돼지, 가금류, 양식 어류 등)에게 먹이기 위해 야생에서 잡은 생선, 부수 어획물, 생선 부산물로 만든 상업용 제품이다.